# 미카엘 기구
미카엘 기구(프랑스어: Michaël Guigou, 1982년 1월 28일~)는 프랑스의 전직 핸드볼 선수로 포지션은 레프트윙이다. 현역 시절에 프랑스 리그의 몽펠리에 앙드발과 USAM 님 가르 소속으로 뛰었으며, 특히 몽펠리에에서 대부분의 프로 선수 경력을 보냈다. 그는 몽펠리에 소속으로 프랑스 리그 10회 우승, 프랑스컵 11회 우승, 프랑스 리그컵 10회 우승, 프랑스 슈퍼컵 3회 우승을 달성했고, EHF 챔피언스리그에서 2회 우승을 달성했다.
국제 대회에 프랑스를 대표하여 참가하였으며, 올림픽 우승 3회(2008, 2012, 2020), 세계 선수권 대회 4연패(2009, 2011, 2015, 2017), 유럽 선수권 대회 3회 우승(2006, 2010, 2014)을 달성했다. 그는 티에리 오메예르와 니콜라 카라바티치와 함께 프랑스 대표팀 최다 메이저 대회 우승 기록(금메달 10개)을 보유하고 있다.